# Evis Mula
Evis Mula, född i Albanien, är en albansk pop- och operasångerska och dotter till kompositören Osman Mula. Hon är mest känd för att ha slutat trea i Festivali i Këngës år 2005.
2003 ställde Mula upp i Festivali i Këngës 42, vilket var första året som Festivali i Këngës användes som Albaniens nationella uttagning till Eurovision Song Contest. Hon ställde upp med låten "E dashuruar", med vilken hon tog sig till finalen och väl där slutade oplacerad. Två år senare ställde hon upp i Festivali i Këngës 44 med bidraget "E dua këngën". Hon lyckades ta sig till finalen och slutade där på tredje plats, endast slagen av Luiz Ejlli och Era Rusi. Resultatet är fortfarande hennes bästa i tävlingen.
Redan året efter sin andraplats i Festivali i Këngës ställde hon upp i Festivali i Këngës 45 med låten "Rrëfim në mesnatë". I finalen fick hon 39 poäng, som högst 9 (näst högst) av en domare och slutade på 6:e plats. Hon deltog i tävlingen för fjärde gången år 2008 med låten "Unë jam dashuria". I finalen av Festivali i Këngës 47 fick hon 91 poäng och slutade på en delad 8:e plats.
Hon har även deltagit i Kënga Magjike. I Kënga Magjike 5 år 2003 framförde hon låten "Të dua ty" och fick då priset RTV 21.